# Гільдерік (король вандалів)

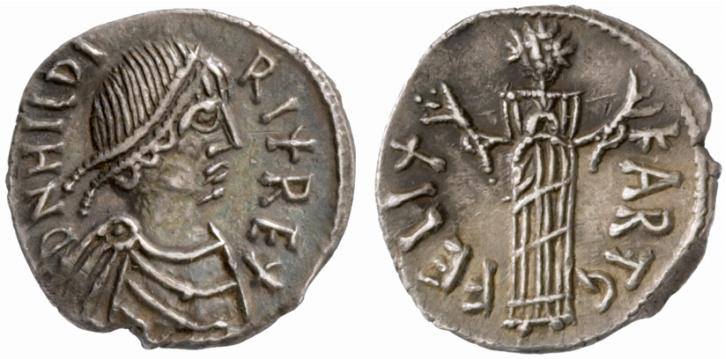
Монета з жіночою алегорією Карфагена, карбована королем Хільдеріком

Гільдерік (інші варіанти імені - Хільдерік, Хільдеріх; ванд. Hildirîx, лат. Hildirix, Hildericus) — король вандалів і аланів, який стояв на чолі Африканського королівства у 523 — 530 роках. Син Гунеріха, онук Гейзеріха.
Вихований цілком в імперському дусі, Гільдерік майже сорок років прожив у Константинополі і навіть заприятелював з спадкоємцем імператорського престолу Юстиніаном.
Навіть не чекаючи свого офіційного сходження на королівський трон, Гільдерік повернув із заслання усіх православних священників, дозволив обрати єпископів замість відсутніх і скликав православний помісний собор.
Вдову свого дядька і попередника Тразамунда Амалафріду король спочатку кинув до в'язниці, а потім стратив, і лише смерть її брата, Теодоріха Великого зупинила здавалося б неминучу війну з остготською Італією.
Ширилися чутки, що Гільдерік планує віддати Африку під владу Константинополя. Тож коли старий володар зазнав нищівної поразки в черговій війни з берберами, армія повстала. Короля і його небожів заарештували, а новим правителем проголосили спадкоємця престолу, праонука Гейзеріха Гелімера.
Переворот став приводом для прямого втручання Юстиніана, який формально виступив на захист вандальських законів про наслідування престолу, встановлених Гейзеріхом і до того часу жодного разу не порушених. Імператор запропонував Гелімеру повернути престол попереднику, зберігши за собою реальну владу над королівством. Гелімер відмовився, а коли візантійські війська висадилися в Африці, стратив полоненого Гільдеріка.